# Ampleforth
Ampleforth è un paese di 1 345 abitanti, della contea del North Yorkshire, in Inghilterra, circa 37 chilometri a nord di York. Il paese confina con il North York Moors National Park. Situato ad Ampleforth si trova l'Ampleforth College.
Ci sono due pub in paese, il White Swan e il White Horse. Il secondo prende il nome dal grande cavallo bianco che è stato scavato nella collina, pochi chilometri a ovest.